# 龙隐桥

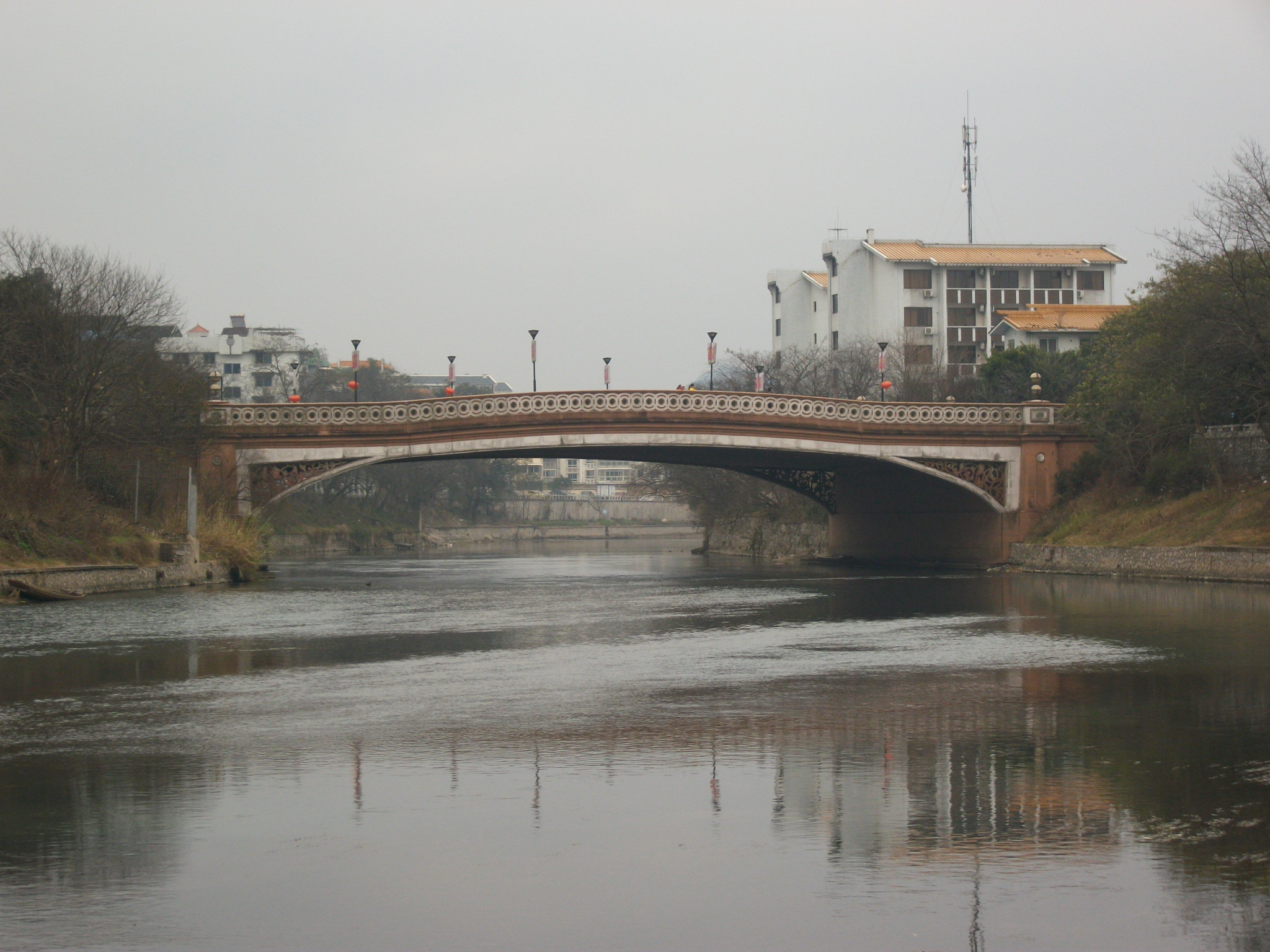
龙隐桥

龙隐桥位于中國广西桂林龙隐岩西南角的龙隐路，横跨小东江，重修后是大跨度的单拱桥，双向四车道，2000年12月30日动工重建，2001年9月28日竣工。
有人用桥体象一条飞奔的长龙形容。
龙隐桥同文昌桥、解放桥的重建以及民主路改造等被一并纳入解放桥的重建系统工程。